# Monólito de Curque
Os monólitos de Curque são estelas assírias descobertas em 1861 pelo arqueólogo britânico John George Taylor, funcionário britânico do Ministério das Relações Exteriores. Elas estão localizadas no Museu Britânico e foram encontradas no povoado curdo de Curque na Turquia, próximo a Bismil na província de Diarbaquir. Nelas estão descritas as campanhas militares de Salmanaser III.
O monólito conta principalmente as campanhas de Salmanaser no oeste da mesopotâmia e Síria, em guerra contra os países Bite Adini e Carquemis. A parte final da história escrita no monólito contém a contagem dos beligerantes da Batalha de Carcar, onde uma aliança de doze reis lutou contra Salmanazar na cidade Síria de Carcar. Este pacto, composto por onze reis, foi dirigido por Iruleni, rei de Hama, e Benadade II, rei de Damasco, também menciona um forte contingente liderado por Acabe, rei de Israel. O monólito contém uma das primeiras menções históricas dos árabes, um contingente de camelos que foi liderado nesta batalha pelo rei árabe Gindibu.